# As Aventuras de Dog Mendonça e Pizzaboy
As Aventuras de Dog Mendonça e Pizzaboy é uma banda desenhada em três volumes, escrita e criada por Filipe Melo, ilustrada por Juan Cavia e pintada por Santiago Villa. 

## As Aventuras de Dog Mendonça e Pizzaboy
"Um jovem distribuidor de pizzas, um ex-lobisomem de meia-idade e um demónio de seis mil anos serão os únicos capazes de fazer frente às forças do mal que ameaçam a humanidade".
Os livros foram editados em Portugal pela Tinta da China e nos Estados Unidos pela Dark Horse Comics].
Foram ainda criadas quatro histórias originais para a colectânea Dark Horse Presents, na edição comemorativa dos seus 25 anos, mais tarde editadas no livro The Untold Tales of Dog Mendonça and Pizzaboy. 
Os livros contam com prefácios de John Landis, George A. Romero, Tobe Hooper e Lloyd Kaufman. O trailer do livro "As Fantásticas Aventuras de Dog Mendonça e Pizzaboy", com aranhas gigantes na ponte 25 de Abril,  tornou-se viral, com mais de dois milhões de visualizações no Youtube em dois dias.

## As Incríveis Aventuras de Dog Mendonça e Pizzaboy
Eurico Catatau é um jovem distribuidor de pizzas no restaurante "Pizzaboy". Ao ver a sua moto roubada por uma gárgula, recorre aos serviços de João Vicente "Dog" Mendonça, investigador do oculto, e do seu assistente Pazuul Nhgwaiatuu. Juntos, acabam por descobrir que o problema é bem maior do que imaginavam. Acompanhados pela cabeça da gárgula responsável pelo roubo, irão mergulhar no submundo dos esgotos lisboetas, numa aventura demente que fará com que cruzem os limites da imaginação.

## As Extraordinárias Aventuras de Dog Mendonça e Pizzaboy - Apocalipse
Dog, Pizzaboy, Pazuul e a Gárgula estão de volta e desta vão ter de enfrentar a maior das catástrofes – o Apocalipse, tal como descrito no Livro das Revelações. Pragas de insectos, criaturas gigantes e duzentos mil demónios invadem a Terra, arrastando os nossos heróis para uma aventura de proporções bíblicas.

## As Fantásticas Aventuras de Dog Mendonça e Pizzaboy
Desta vez, os nossos heróis vão enfrentar uma ameaça muito mais pessoal: um velho inimigo regressa para transformar a vida de Dog Mendonça num pesadelo.

## Os Contos Inéditos de Dog Mendonça & Pizzaboy
Nesta compilação das histórias originalmente editadas na revista Dark Horse Presents, "Dog" Mendonça narra a sua curiosa história de origem, que passa por um circo itinerante de Tondela e nos leva às profundezas de um campo de concentração Nazi na Floresta Negra. Neste conjunto de histórias, originalmente publicadas na compilação "Dark Horse Presents", seguimos as aventuras do jovem Dog Mendonça numa prequela aos três volumes originais.

## As Aventuras Interactivas de Dog Mendonça e Pizzaboy
Ao estilo dos velhos jogos point-and-click, este jogo de computador leva-nos numa aventura interactiva com as personagens dos livros. Desenvolvido pelos estúdios OKAM, esta aventura gráfica foi feita em parceria com os criadores originais dos livros. A história fala-nos de um velho realizador de filmes de terror, que aproveita monstros reais para as suas produções cinematográficas. E, pela primeira vez, quer utilizar um lobisomem para a sua nova produção. Quem poderá ser?
| Prémios                                       |                           |
| --------------------------------------------- | ------------------------- |
| Melhor Argumento                              | Amadora BD 2011           |
| Melhor Album                                  | Amadora BD 2012           |
| Melhor Autor e Melhor Publicação Nacional     | IX Troféus Central Comics |
| Melhor Argumento e Melhor Publicação Nacional | X Troféus Central Comics  |
| Heróis da Década - Melhor Album               | XI Troféus Central Comics |